# Claude Godard d'Aucourt de Saint-Just
Pour les articles homonymes, voir Saint-Just.
Claude Godard d'Aucourt, baron de Saint-Just, né à Paris le 14 juillet 1769 et mort à Paris le 17 mars 1826, est un librettiste français.

## Biographie
Fils puiné du marquis de Plancy, fermier général, il porte le nom de Saint-Just qui est une seigneurie dépendante de Plancy. Son père, Claude Godard d'Aucourt (1716-1795), avait lui-même donné quelques ouvrages d'inspiration libertine, parmi lesquels Les Mémoires turcs, avec l'Histoire galante de deux jeunes Turcs durant leur séjour en France (1745), qui remportèrent un grand succès, ou Thémidore ou Mon histoire et celle de ma maîtresse (1745).

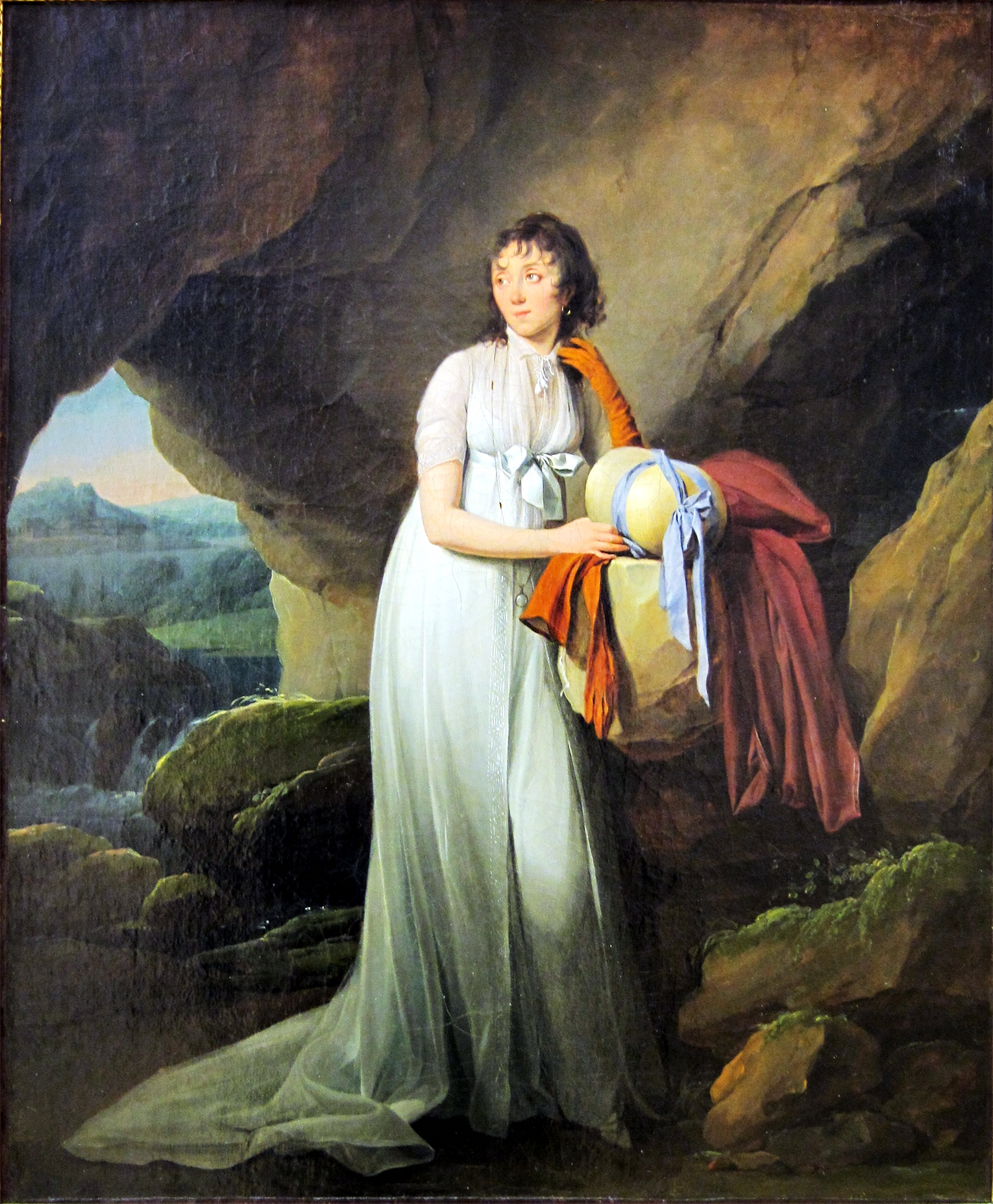
Élisabeth-Catherine Groignard

Le 30 juillet 1786 il épouse Élisabeth-Catherine, fille de Antoine Groignard.
Claude Godard d'Aucourt meurt le 17 mars 1826 à Paris et est inhumé au cimetière du Père-Lachaise (19e division).

## Œuvres
Le recueil de ses Œuvres a été donné par lui-même (Paris, 1826, 2 volumes in-8°).
Il a composé le livret de plusieurs opéras comiques de François Adrien Boieldieu, dont :
- L'Heureuse Nouvelle, créé en 1797
- La Famille suisse, créé en 1797
- Zoraïme et Zulnar, créé en 1798
- Emma, ou la Prisonnière, créé en 1799
- Les Méprises espagnoles, créé en 1799
- Le Calife de Bagdad, créé en 1800
- Jean de Paris, créé en 1812.